# Planchonella pronyensis
Planchonella pronyensis là một loài thực vật có hoa trong họ Hồng xiêm. Loài này được Guillaumin miêu tả khoa học đầu tiên năm 1933.